# Ann Jillian
Ann Jillian is de artiestennaam van Ann Jura Nauseda (Cambridge, 29 januari 1950), een Amerikaans actrice van Litouwse afkomst. Zij won in 1988 een Golden Globe voor de biografische televisiefilm The Ann Jillian Story, waarin ze zichzelf speelt. Ze werd hiervoor tevens genomineerd voor een Emmy Award. Jillian werd eerder al genomineerd voor zowel een Golden Globe als een Emmy voor de televisiefilm Mae West (1982) en tevens voor een Emmy voor de miniserie Ellis Island.
Jillian maakte in 1961 haar filmdebuut als Bo Peep in Babes in Toyland, maar was daarna nog maar spaarzaam in de bioscoop te zien. Haar acteercarrière zette zich voornamelijk voort op televisie. Zo speelde Jillian van 1966 tot en met 1997 in twintig televisiefilms. Daarnaast was ze inclusief eenmalige gastrollen te zien in meer dan honderd afleveringen van verschillende televisieseries. Haar meest omvangrijke rol daarin was die als Cassie Cranston, die ze speelde in 49 delen van It's a Living.
Jillian trouwde in 1977 met Andy Murcia, met wie ze in 1992 zoon Andrew Joseph kreeg.

## Filmografie
*Exclusief televisiefilms
- Mr. Mom (1983)
- Triangle (1970)
- Gypsy (1962)
- Babes in Toyland (1961)

## Televisieseries
*Exclusief eenmalige gastrollen
- Ann Jillian - Ann McNeil (1989-1990, dertien afleveringen)
- It's a Living - Cassie Cranston (1980-1986, 49 afleveringen)
- Jennifer Slept Here - Jennifer Farrell (1983-1984, dertien afleveringen)
- The Love Boat - Rena Ward (1980, twee afleveringen)
- Hazel - Millie Ballard (1963-1966, elf afleveringen)